# RS-26 Roubej
Le RS-26 Roubej (en russe : РС-26 Рубеж, « frontière », également connu sous le nom de son programme de R&D Авангард Avangard), SS-X-31 ou SS-X-29B (une autre version du SS-27), est un missile balistique intercontinental russe à combustible solide, équipé d’une charge utile de possiblement quatre têtes mirvées MaRV thermonucléaires, ou d'explosif classique. Le missile est également destiné à transporter le planeur hypersonique Avangard. Le RS-26 est basé sur le RS-24 Iars, et constitue une version plus courte du RS-24 avec un étage en moins. Le processus de développement du RS-26 a été largement comparable à celui du RSD-10 Pionnier, un dérivé raccourci du RT-21 Temp 2S. Le déploiement du RS-26 est supposé avoir un impact stratégique similaire à celui du RSD-10 « SS 20 Saber », faire peser une menace « stratégique » sur les capitales européennes ainsi que pour dissuader les forces de l’Otan d’intervenir sur le flanc oriental de l’Alliance.
Après un échec initial en 2011, il a été lancé avec succès depuis le cosmodrome de Plessetsk le 26 mai 2012,, atteignant quelques minutes plus tard sa cible dans le polygone de Koura, à 5 800 km de là. D’autres tests réussis ont été effectués à partir du cosmodrome de Kapoustine Iar jusqu'à Sary Chagan en 2012, et 2013. En 2018, cependant, il a été signalé que le développement du RS-26 avait été gelé jusqu’en 2027 au moins, le financement étant détourné vers la poursuite du développement du planeur hypersonique Avangard.

## Utilisation opérationnelle
Ce missile a peut-être été utilisé pour atteindre  l’usine aéronautique Pivdenmach, située dans le centre de Dnipro, le 21 novembre 2024. L’armée de l’Air ukrainienne dans un communiqué est affirmative. Pour sa part, le président ukrainien Volodymyr Zelensky a indiqué que des expertises sont en cours, mais que le tir avait « les caractéristiques » d’un missile intercontinental. Un avis que ne partagent pas certains experts qui estiment que la distance entre la zone de tir (« depuis le cosmodrome de Kapoustine Iar, dans la région d’Astrakhan ») et la cible était inférieure à la portée minimale de ce type d’arme. Cependant, utiliser un tel missile pour une frappe conventionnelle n’a pas beaucoup de sens sur le plan militaire au regard de son manque de précision et de son coût élevé. Mais si c'est le cas, l’objectif du Kremlin était probablement de faire passer un message. 
Vladimir Poutine a confirmé que la Russie avait tiré un nouveau type de missile balistique « Orechnik » sur l’Ukraine. Il pourrait s’agir d’une variante du RS-26 mais cela reste à démontrer, selon Héloïse Fayet, de l’IFRI. Pour sa part, le Département de la Défense des États-Unis a déclaré que l’Orechnik « est basé sur le modèle russe de missile balistique intercontinental RS-26 Roubej », lui-même dérivé du « RS-24 Iars ». Le Pentagone a annoncé avoir été informé par Moscou peu avant le lancement du missile via « les canaux de réduction du risque nucléaire », 30 minutes avant son tir, selon le porte-parole du Kremlin.

## Critique politique
Le missile est critiqué par les observateurs occidentaux de la défense pour avoir indirectement violé le Traité sur les forces nucléaires à portée intermédiaire. Le missile a démontré, avec une charge utile légère ou nulle, sa capacité à aller au-delà de la limite de 5500 km convenue dans le traité. Cependant, tous les autres essais ont porté sur des vols avec des autonomies nettement plus courtes. Le RS-26 a été testé deux fois à une distance d’environ 2000 km. Bien que le RS-26 soit techniquement un ICBM, sa portée se situe à peine dans la catégorie des ICBM.
Selon un article du magazine américain The national Interest, le RS-26 est issu exactement du même concept et constitue un remplaçant direct du RSD-10 Pioneer, connu de l’OTAN sous le nom de SS-20 Saber, qui a été interdit par le traité FNI. Le RS-26 est conçu pour constituer une menace stratégique pour les capitales européennes et il a la capacité de cibler les forces de l’OTAN en Europe occidentale. Selon l'article de Jeffrey Lewis « Le problème avec les missiles russes » paru dans Foreign Policy, le but de ces armes est de dissuader les forces occidentales de venir en aide aux nouveaux membres orientaux de l’OTAN qui sont situés plus près des frontières de la Russie.

## Opérateur
- Russie